# Шуленин, Александр Львович
Алекса́ндр Льво́вич Шуле́нин (род. 31 октября 1979, Сходня, Московская область) — российский футболист, полузащитник, тренер. Мастер спорта (2013).

## Биография
Профессиональную карьеру начал в 1998 году в клубе «Химки» во Втором дивизионе ПФЛ, провёл 140 матчей.
В 2005 году перешёл в «Содовик» Стерлитамак. В 2007 году выступал за ярославский «Шинник».
В 2008 году стал игроком новосибирской «Сибирь». Вместе с клубом вышел в Премьер-лигу, в которой дебютировал 20 марта 2010 года в гостевом матче против «Сатурна». Участвовал в ответном матче «Сибири» против кипрского «Аполлона» в Лиге Европы.
В августе 2010 года перешёл в «Волгу» Нижний Новгород.
7 мая 2011 года в матче против «Анжи» забил свой первый гол в Премьер-лиге.
В начале 2015 года перешёл в калининградскую «Балтику».
В 2017—2018 годах — тренер по физподготовке в молодёжной команде (дубле) «Амкара».
С июля 2025 года — тренер по физподготовке в медиафутбольном клубе 2DROTS.